# Karel Ježek (informatik)
Karel Ježek (* 17. června 1942) je český vysokoškolský učitel, odborník na informatiku, po sametové revoluci československý politik, poslanec Sněmovny lidu Federálního shromáždění za Občanské fórum, později za Občanské hnutí.

## Biografie
V roce 1964 získal vysokoškolský titul na Vysoké škole strojní a elektrotechnické v Plzni. Působil pak na vědeckých a pedagogických postech. V letech 1993–2008 vedl katedru výpočetní techniky na Fakultě aplikovaných věd Západočeské univerzity. Specializuje se na teorie jazyků a operačních jazyků. V roce 2012 byl jmenován profesorem. Vyučuje na Fakultě aplikovaných věd Západočeské univerzity v Plzni.
Ve volbách roku 1990 zasedl do Sněmovny lidu (volební obvod Západočeský kraj) za OF. Po rozkladu Občanského fóra v roce 1991 přešel do poslaneckého klubu OH. Ve Federálním shromáždění setrval do voleb roku 1992.